# Nyctobia nigroangulata
Nyctobia nigroangulata är en fjärilsart som beskrevs av Stilker 1899. Nyctobia nigroangulata ingår i släktet Nyctobia och familjen mätare. Inga underarter finns listade i Catalogue of Life.